# Кебек-Бий
Керек-Бий (до 2024 года — Горная Серафимовка) — село в Ысык-Атинском районе Чуйской области Кыргызстана. Входит в состав Иссык-Атинского аильного округа. Код СОАТЕ — 41708 206 822 02 0.

## География
Село расположено в центральной части области, на северных склонах Киргизского хребта, на расстоянии приблизительно 20 километров (по прямой) к юго-юго-востоку (SSE) от города Кант, административного центра района. Абсолютная высота — 1545 метров над уровнем моря.

## Население
| год     | 2009 | 2014 | 2015 |
| ------- | ---- | ---- | ---- |
| человек | 418  | 420  | 417  |